# Nansen (cratère martien)
Pour les articles homonymes, voir Nansen.
Nansen est un cratère d'impact situé sur Mars. Il est nommé d'après l'explorateur Fridtjof Nansen.